# Noise from the Basement
Noise from the Basement è l'album di debutto dell'artista canadese Skye Sweetnam. Ha raggiunto la 124ª posizione nella classifica Billboard 200 e ha venduto più di 5 000 copie. Ha inoltre raggiunto la 15ª posizione della classifica giapponese Oricon, dove ha avuto un enorme successo vendendo oltre 68 000 copie.

## Tracce
Testi e musiche di Skye Sweetnam e James Robertson, eccetto dove segnalato.
1. Number One – 2:43 (Paul Cafaro, Peter Konicek, Eric Valentine e Skye Sweetnam)
2. Billy S. – 2:14
3. Tangled Up in Me – 2:52 (Aslyn Nash, Jimmy Harry, Skye Sweetnam e James Robertson)
4. I Don't Really Like You – 2:54
5. I Don't Care – 3:36
6. Heart of Glass – 3:01 (Debbie Harry e Chris Stein)
7. Sharada – 2:37
8. It Sucks – 2:20
9. Fallen Through – 3:41
10. Hyprocrite – 2:57
11. Unpredictable – 3:09
12. Shot to Pieces – 2:02
13. Smoke + Mirrors – 3:23
14. Split Personality – 2:03

Noise from the Basement CD + Bonus DVD
CD:
1. Number One – 2:43
2. Billy S. – 2:14
3. Tangled Up in Me – 2:52
4. I Don't Really Like You – 2:54
5. I Don't Care – 3:36
6. Heart of Glass – 3:01
7. Sharada – 2:37
8. It Sucks – 2:20
9. Fallen Through – 3:41
10. Hyprocrite – 2:57
11. Unpredictable – 3:09
12. Shot to Pieces – 2:02
13. Smoke + Mirrors – 3:23

DVD:
1. Tangled Up in Me (Videoclip)
2. Billy S. (Videoclip)
3. Billy S. (dal vivo)
4. Tangled Up in Me (Making of del videoclip)
5. Too Late (Audio) – 3:20
6. Tidal Wave (Audio) – 3:48

Noise from the Basement Edizione speciale giapponese
CD:
1. Number One – 2:43
2. Billy S. – 2:14
3. Tangled Up in Me – 2:52
4. I Don't Really Like You – 2:54
5. I Don't Care – 3:36
6. Heart of Glass – 3:01
7. Sharada – 2:37
8. It Sucks – 2:20
9. Fallen Through – 3:41
10. Hyprocrite – 2:57
11. Unpredictable – 3:09
12. Shot to Pieces – 2:02
13. Smoke + Mirrors – 3:23
14. Imaginary Superstar – 2:48
15. Sugar Guitar – 3:16
16. Tidal Wave – 3:48
17. Split Personality – 2:03

DVD:
1. About Me
2. Skye in Japan
3. "Shattered" (Videoclip)
4. "Imaginary Superstar" (Videoclip)
5. "Billy S." (Videoclip)
6. "Tangled Up in Me" (Videoclip)
7. "Number One" (Videoclip)
8. "Tangled Up in Me" (Making Of)
9. "Fallen Through" - Sessions@AOL
10. "Heart of Glass" - Sessions@AOL
11. "I Don't Care" - Sessions@AOL
12. "Number One" - Sessions@AOL
13. "Tangled Up in Me" (Acustica) - Sessions@AOL
14. "Tangled Up in Me" - Sessions@AOL
15. "Unpredictable" - Sessions@AOL